# 녹주석 보관
《녹주석 보관》(The Adventure of the Beryl Coronet)은 아서 코넌 도일의 56개 셜록 홈즈 단편 소설중 하나이며, 단편집 《셜록 홈즈의 모험》의 열한 번째 작품이다. 이 작품은 1892년 5월 스트랜드 잡지(Strand Magazine)에 처음 발표되었다.

## 줄거리

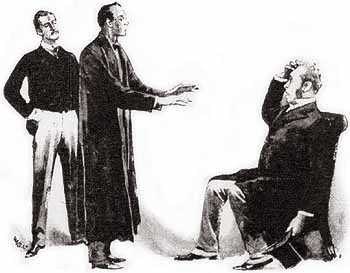
홈즈, 왓슨 그리고 홀더.

영국 백작의 보관

스트리트햄의 은행장인 알렉산더 홀더씨는 사회적으로 저명한 의뢰인에게 5만 파운드를 빌려준다. 그 의뢰인은 담보로 세상에서 둘도 없이 소중한 녹주석 보관을 맡긴다. 홀더는 이 귀중한 보석을 은행 사무실의 개인 금고에 보관하면 안 될거 같아서 집으로 가져와 금고에 보관한다. 한밤중에 소리에 잠을 깬 홀더는 아들 아서가 보관을 손에 들고 있는 것을 보고 경악한다. 홀더의 조카인 메리는 비명소리를 듣고 달려와서 부서진 보관을 보고 정신을 잃고 쓰러진다. 보관의 녹주석중 세 개가 없어진 상태였다. 홀더는 근심에 빠져 홈즈를 찾아오고 홈즈는 기꺼이 사건을 맡는다.
사건은 아서에게 불리하게 돌아가지만 홈즈는 그의 죄를 확신하지 않는다. 아서가 묵비권을 행사하는 이유, 그가 구체적인 증언을 하지 않는 이유, 다른 사람에 비해 힘이 강한 홈즈도 떼어내지 못한 녹주석을 아서가 소리없이 떼어낸 방법 등 의문점이 남아 있었다. 메리를 포함한 가족 중 하나인가, 하녀의 나무 다리를 한 남자친구의 짓인가, 아니면 아서의 친구인 조지 번웰 경이 관련된 것인가? 사건을 해결하지 못하면 홀더씨의 불명예 뿐만 아니라 영국 전체의 스캔들이 될 수도 있다.

## 해결
홈즈는 홀더로부터 들은 내용 뿐만 아니라 눈 위의 발자국도 조사하며 일을 시작했다. 마침내, 홈즈는 사건을 해결하고, 홀더는 자신의 조카가 악명높은 범죄자(번웰)와 결탁했다는 사실을 알고 깜짝 놀란다. (그녀는 아직 번웰의 정체를 모르는 것 같았다.) 그러나 둘은 법망을 빠져나갔지만 홈즈는 언젠가 그들이 죄값을 치를 것이라고 확신한다. 아버지의 오해를 불러일으킨 아서의 동기는 사촌인 메리를 사랑하고, 그녀가 녹주석 도난에 관련돼 있다고 생각했기 때문이었다. (보관은 아서가 번웰의 손에서 뺏어오는 과정에서 녹주석이 떨어져 나갔다.)
보관 주인의 실체와 돈을 빌린 이유는 나와있지 않다. 이러한 기법을 맥거핀이라 한다.